# Jajar (Talun)
Jajar is een bestuurslaag in het regentschap Blitar van de provincie Oost-Java, Indonesië. Jajar telt 2614 inwoners (volkstelling 2010).